# Jajko na twardo

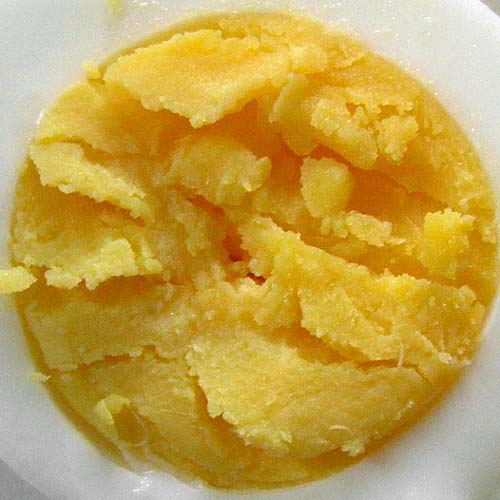
Żółtko w dobrze ugotowanym na twardo jajku

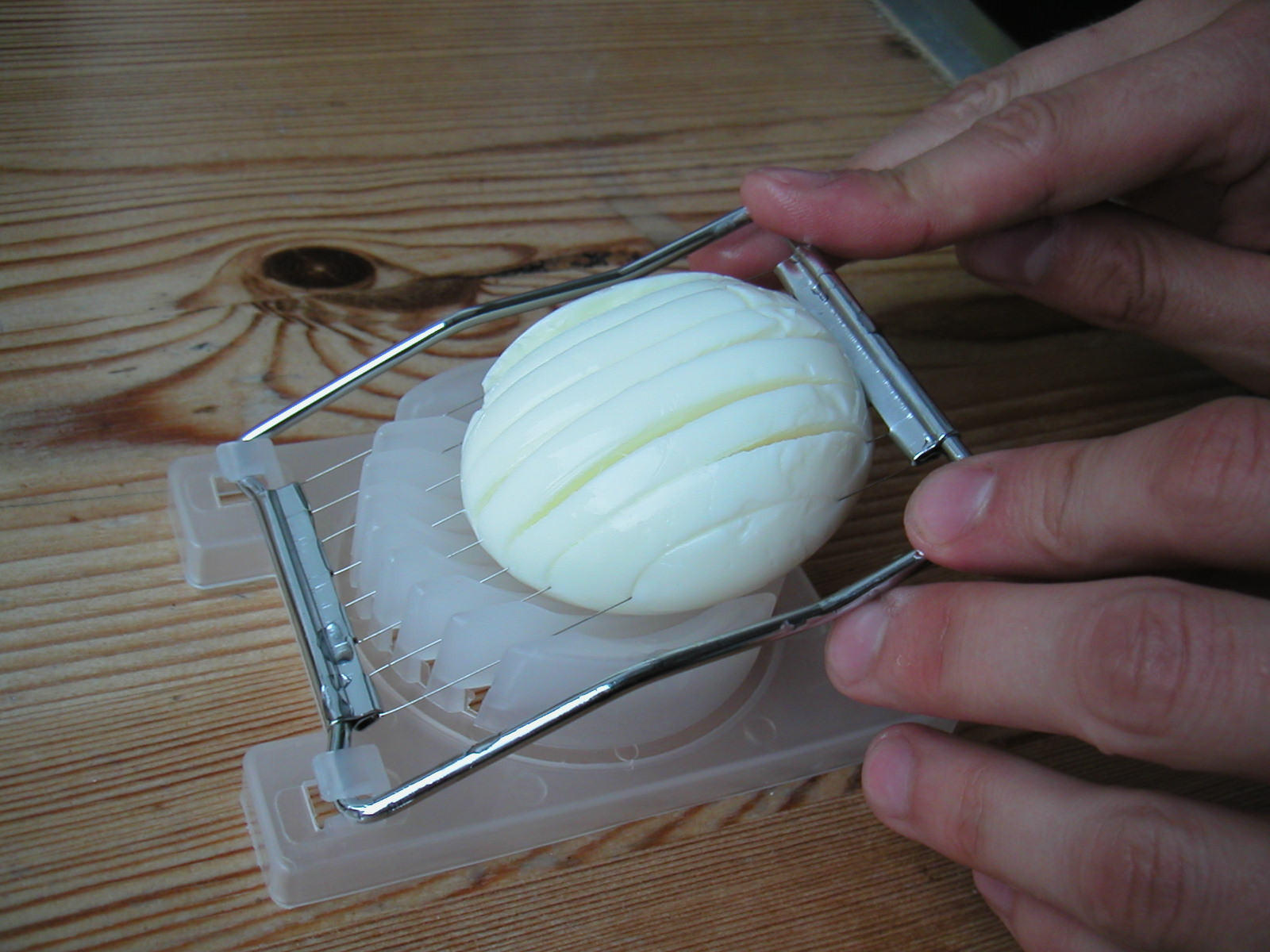
Jajko (kurze) na twardo krojone w plastry za pomocą specjalnej krajalnicy

Jajko na twardo – jajko gotowane w wodzie tak długo, aż dojdzie do całkowitego ścięcia żółtka. Tak przygotowane jajka mogą być jedzone same, ewentualnie z dodatkami, takimi jak majonez, chrzan, czy musztarda; mogą też stanowić część innych potraw – na przykład sałatek, kanapek, czy zup.
Jedno kurze jajko na twardo zawiera przeciętnie 78 kilokalorii.
Istnieje wiele technik gotowania jaj na twardo. Jedna sugeruje powolne gotowanie we wrzątku, inna – aby doprowadzić wodę do wrzenia, a następnie wyłączyć dopływ energii do naczynia, w którym gotowane jest jajko i pozwolić jej oraz jajku powoli wystygnąć. Zbyt długo gotowane jajko, ponad 10 minut, traci smak, przybiera sinawy kolor, a na żółtku może powstać zielonkawy nalot.
Jaja ugotowane na twardo mogą być przechowywane w lodówce do 7 dni.
Wraz z upływem czasu rośnie łatwość obierania jajka. Wynika to ze zmienności ich pH, które rośnie od 7,6−8,5 świeżo po złożeniu do 8,6−8,9 po 7−10 dniach. Za proces odpowiada ulatniający się z jajka dwutlenek węgla, którego brak powoduje osłabienie przylegania białka jajka do błony pergaminowej.
Jajka na twardo stanowią często ważną część pierwszej fazy diety Atkinsa.

## Jajka na twardo w kulturze
Dekorowane jajka, zwane pisankami, stanowią ważny element Wielkanocy.
W kulturze żydowskiej jajko jest symbolem ofiary z czasów Świątyni i jest spożywane m.in. podczas święta Paschy przy wieczerzy Sederowej.
W filmie Nieugięty Luke bohater grany przez Paula Newmana zakłada się, że zje 50 jajek na twardo w ciągu jednej godziny.
W książce Terry'ego Pratchetta Straż nocna Samuel Vimes na pytanie rewolucjonistów, czego chce od rewolucji, odpowiedział, że "Jajka na twardo". Uargumentował to stwierdzeniem, że kiedy jutro wzejdzie słońce, nikt z nich nie dostanie wolności, prawdy i sprawiedliwości, a on może będzie miał szansę na swoje jajko.
Jeden z odcinków serialu Little Britain jest zatytułowany Hard-Boiled Egg Eating (Jedzenie jajka na twardo).
Jedna z powieści Hiroshiego Ogiwary nosi tytuł Hard Boiled Egg (Jajko na twardo).
Ellis Parker Butler napisał opowiadanie The Hard-boiled Egg.